# Мири, Али
Али Мири (перс. علی میری‎; 1 августа 1995 года, Урмия, Иран) — иранский тяжелоатлет, выступающий в весовой категории до 89 кг. Серебряный призёр чемпионатов мира и Азии.

## Карьера
Дебютировал на международной арене в 2015 году на молодёжном чемпионате мира во Вроцлаве, где выступал в весовой категории до 77 кг и занял 2 место с результатом 332 кг.
В 2017 году завоевал бронзовую медаль на Азиатских играх в помещениях в весовой категории до 85 кг.
В 2019 году на чемпионате Азии в Нинбо завоевал серебро в весовой категории до 89 кг с результатом 366 кг (161 кг в рывке и 205 кг в толчке).
На чемпионате мира в Паттайе Али Мири завоевал серебряную медаль в весовой категории до 89 кг, показав итоговый результат 374 кг.
Выступает за клуб West Azerbaijan Weightlifting Team.

## Основные результаты
| Год  | Соревнование                | Место проведения | Весовая категория | Рывок  | Толчок | Сумма двоеборья | Место |
| 2015 | Чемпионат Азии              | Пхукет           | до 77 кг          | 152 кг | 178 кг | 330 кг          | 7     |
| 2016 | Чемпионат Азии              | Ташкент          | до 77 кг          | 151 кг | —      | —               | —     |
| 2017 | Азиатские игры в помещениях | Ашхабад          | до 85 кг          | 160 кг | 201 кг | 361 кг          | 3     |
| 2017 | Чемпионат мира              | Анахайм          | до 85 кг          | 155 кг | 193 кг | 348 кг          | 7     |
| 2019 | Чемпионат Азии              | Нинбо            | до 89 кг          | 161 кг | 205 кг | 366 кг          | 2     |
| 2019 | Чемпионат мира              | Паттайя          | до 89 кг          | 167 кг | 207 кг | 374 кг          | 2     |